# Alexander James Kent
Alexander James Kent FBCartS FRGS FRSA FSA SFHEA (24 de agosto de 1977) é um cartógrafo, geógrafo e acadêmico britânico, atualmente servindo como vice-presidente da Associação Cartográfica Internacional. Ele lidera o Projeto de Conexões Costeiras para o Fundo de Monumentos Mundiais e Patrimônio Inglês e é leitor honorário em Cartografia e Ciência da Informação Geográfica na Canterbury Christ Church University (CCCU) e também pesquisador associado sênior do Centro de Oxford para Estudos Islâmicos da Universidade de Oxford.
As contribuições acadêmicas de Kent se concentraram na estética cartográfica e nomapeamento topográfico, particularmente nos mapas soviéticos, o que levou à publicação do The Red Atlas em 2017 ( University of Chicago Press ). Em coautoria com John Davies, o livro forneceu o primeiro guia geral para o mapeamento militar soviético - o projeto cartográfico mais abrangente do mundo do século XX.

## Carreira
Kent tornou-se chefe da Unidade Cartográfica da Escola de Geografia da Universidade de Southampton antes de sua nomeação como Professor Sênior em Geografia e GIS na Canterbury Christ Church University . Kent assumiu seu papel como Leitor em Cartografia e Ciência da Informação Geográfica em 2015, onde seus projetos envolveram a reconstrução digital de Folkestone anglo-saxão para um projeto financiado pela Heritage Lottery para descobrir a vida de St Eanswythe, um local santo do século VII, além de aconselhar sobre projetos geoespaciais para a Comissão do Reino Unido para a UNESCO e sobre o mapeamento soviético no Centro para a Mudança do Caráter da Guerra no Pembroke College, em Oxford. Em 2023, ele assumiu sua função atual de liderar o Projeto de Conexões Costeiras para o Fundo de Monumentos Mundiais e o Patrimônio Inglês, uma iniciativa global para compartilhar e desenvolver estratégias para lidar com os impactos das mudanças climáticas em patrimônios costeiros em todo o mundo, e tornou-se um leitor honorário da CCCU.
Kent ingressou na Sociedade Cartográfica Britânica em 2000 e na Sociedade de Cartógrafos logo depois. Ele atuou como presidente da British Cartographic Society de 2015 a 2017 e é editor do The Cartographic Journal desde 2014. Kent é membro do comitê da Charles Close Society for the Study of Ordnance Survey Maps desde 2008 e fundou o Ian Mumford Award por excelência em pesquisa cartográfica original por estudantes da British Cartographic Society em 2015.
Kent tornou-se membro da British Cartographic Society em 2002 e da Royal Geographical Society em 2006. Em 2011, foi nomeado vice-delegado nacional do Reino Unido para a Assembleia Geral da Associação Cartográfica Internacional (ICA) e foi vice-presidente da Comissão de Design de Mapas da Associação de 2011 a 2015. Ele se tornou o presidente fundador da Comissão de Mapeamento Topográfico da ICA em 2015, e em 2017 fundou o Fórum Cartográfico Mundial (um órgão dentro da ICA para líderes de sociedades de mapeamento nacionais para discutir questões comuns e compartilhar as melhores práticas). Em 2021, ele se tornou o Delegado Nacional do Reino Unido na Assembleia Geral da ACI.
Em 2020, Kent tornou-se membro sênior da UK Higher Education Academy e membro da Society of Antiquaries of London. Ele foi eleito Fellow da Royal Society of Arts em 2022.

### O Atlas Vermelho

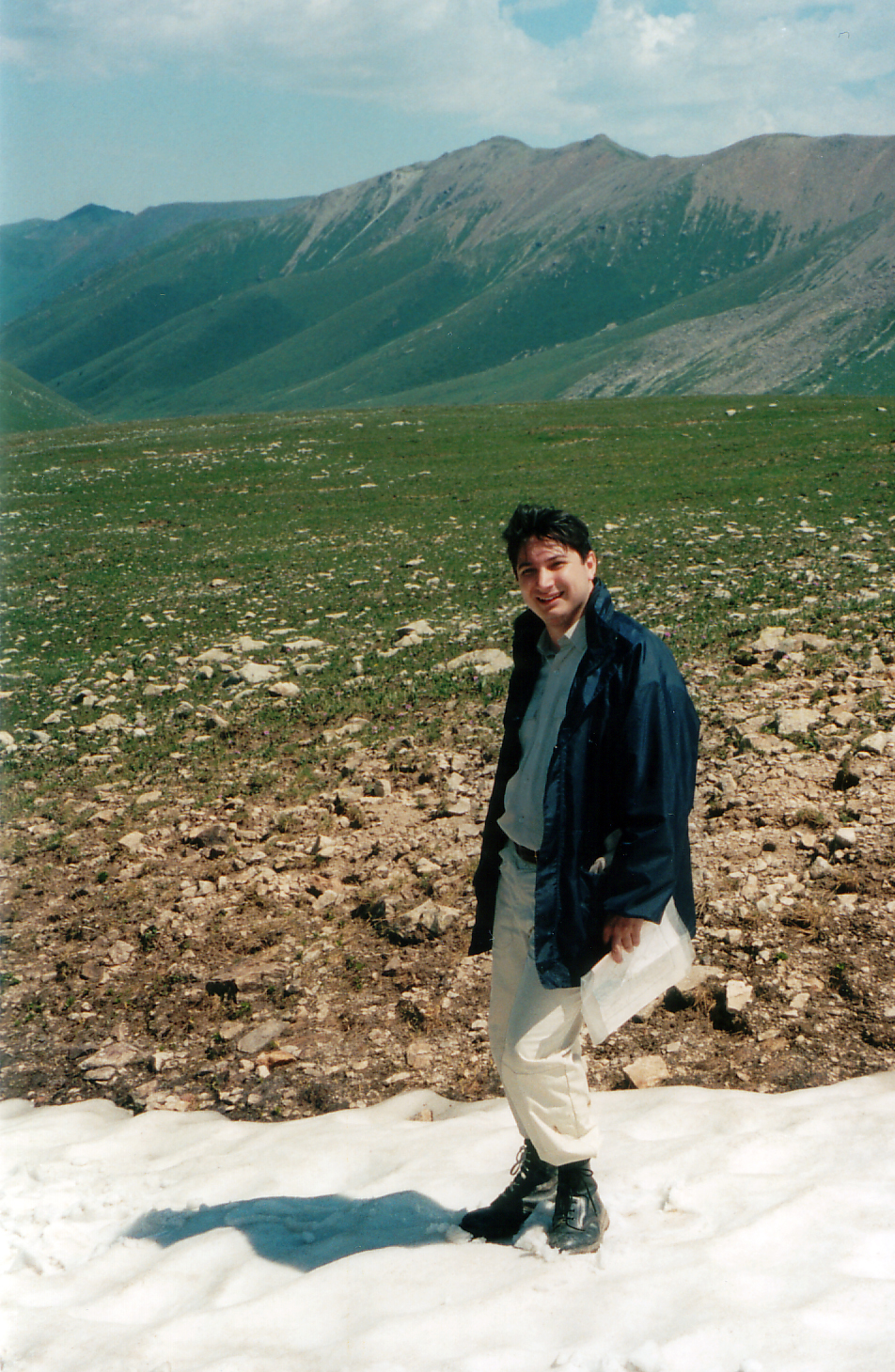
Kent usando um mapa topográfico soviético ao cruzar as montanhas entre o Cazaquistão e o Quirguistão, julho de 2001

Ao ingressar na Charles Close Society for the Study of Ordnance Survey Maps, Kent conheceu John Davies, um analista de sistemas aposentado baseado em Londres que publicou um artigo no jornal Sheetlines da Society em 2005. Davies e Kent embarcaram em um período de pesquisa e colaboração conjunta com o objetivo de descobrir mais sobre o mapeamento soviético durante a Guerra Fria, que eles descreveram como "a maior história cartográfica nunca contada". Depois de publicar uma série de trabalhos acadêmicos, a Bodleian Library em Oxford os convidou a apresentar uma proposta de livro curto como uma introdução ao assunto e acabou oferecendo o projeto à University of Chicago Press.
O Atlas Vermelho foi publicado em 2017. A Nature chamou o livro de "homenagem gloriosa" e foi apresentado como o Livro da Semana no THE, onde Jerry Brotton o descreveu como "Brilhante ... o melhor tipo de história cartográfica". Mark Monmonier elogiou o livro como "cuidadosamente pesquisado, bem escrito e primorosamente projetado e impresso, é talvez a única história recente do mapa que pode ser chamada de reveladora". Em 2019, uma versão em brochura do The Red Atlas foi publicada em japonês pela Nikkei National Geographic Inc. Kent deu entrevistas a vários jornais nacionais japoneses em Tóquio em julho daquele ano, enquanto participava da 29ª Conferência Cartográfica Internacional.
Davies e Kent apresentaram suas pesquisas na Biblioteca Lenin em Moscou, na Agência Nacional de Inteligência Geoespacial em Washington, DC, nas universidades de Oxford, Cambridge e Manchester e no Eton College, onde foram convidados pela Sociedade Eslava em 2019.
Martin Davis, um dos alunos de doutorado de Kent na Canterbury Christ Church University, pesquisou os planos de cidades militares soviéticas em bibliotecas de todo o mundo e produziu uma análise detalhada da simbologia dos planos.
Em 2021, The Red Atlas foi apresentado pelos Map Men em um vídeo educacional sobre o mapeamento soviético, que se tornou o terceiro vídeo de maior tendência no YouTube logo após seu lançamento em 11 de janeiro.

## Prêmios e honras
- Prêmio da Sociedade de Cartógrafos por uma excelente contribuição à Sociedade de Cartógrafos (2016)[26]
- Prêmio Henry Johns para o artigo mais destacado publicado no The Cartographic Journal ( British Cartographic Society ) (2010)[27]
- New Mapmaker Award por excelência em estudos cartográficos ( National Geographic Society / British Cartographic Society ) (2007)[28]